# Nadège Lacroix

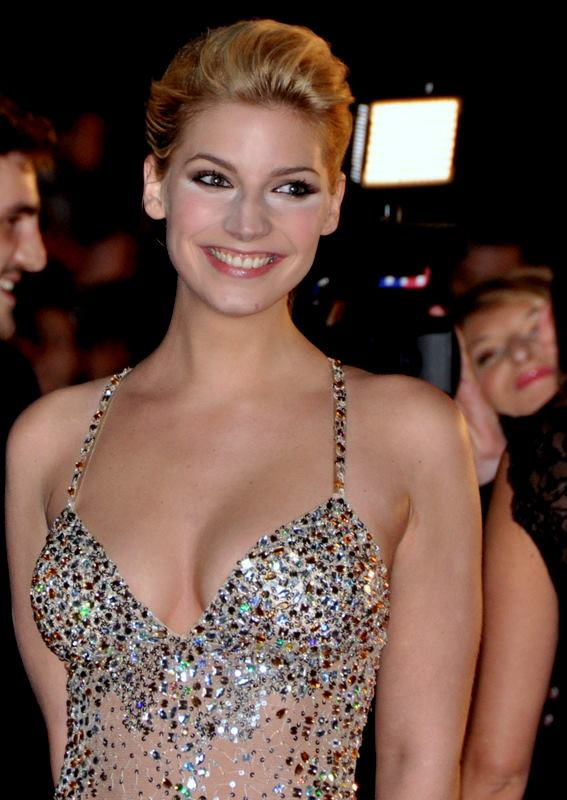
Nadège Lacroix (2013)

Nadège Lacroix (* 30. Juni 1986 in Thônex) ist eine Schweizer Schauspielerin.

## Werdegang
2009 zog Lacroix sich als erste Schweizerin aus der Romandie für den Blick nackt aus. 2012 nahm sie am französischen TF1 Reality-TV «Secret Story Staffel 6» teil, die sie als Siegerin verliess. Als Nächstes verkörperte sie ab 2013 in der Serie «Sous le soleil de Saint-Tropez» zwei Jahre lang die Figur der «Lisa». Danach hatte sie noch Rollen in «Mystères de l'amour» und in der Seifenoper «Hollywood Girls». Ihre Premiere am Theater hatte sie im Januar 2015 mit dem Stück «À vos souhaits» von Pierre Chesnot an der Seite von Bernard Menez.

## Auszeichnungen
- Nominierung für den «Lauriers TV Awards» wegen ihrer Rolle in «Splash: Le grand plongeon», 2014